# Sofia Jensfelt
Sofia Christina Berglund Jensfelt, född 3 juli 1983 i Majorna i Göteborg, är en svensk barnboksförfattare och art director. Hon har varit med och skapat serien Moderna sagor, som ges ut av Olika förlag, där klassiska barnsagor görs om för att inte vara stereotypa.